# Antalis agilis
Antalis agilis é uma espécie de molusco pertencente à família Dentaliidae.
A autoridade científica da espécie é M. Sars in G.O. Sars, tendo sido descrita no ano de 1872.
Trata-se de uma espécie presente no território português, incluindo a zona económica exclusiva.